# Narcastet
Narcastet é uma comuna francesa na região administrativa da Nova Aquitânia, no departamento dos Pirenéus Atlânticos. Estende-se por uma área de 4,54 km². Em 2010 a comuna tinha 770 habitantes (densidade: 169,6 hab./km²).